# Pelozia clavata
Pelozia clavata là một loài thực vật có hoa trong họ Anh thảo chiều. Loài này được (Brandegee) Rose mô tả khoa học đầu tiên năm 1909.